# Fondos de Villa
Fondos de Villa (oficialmente en asturiano: Fondosdevilla) es una aldea española de la parroquia de Inclán, perteneciente al municipio de Pravia, en la comunidad autónoma de Asturias. 

## Demografía
En 2023, la entidad singular de población de Fondos de Villa tenía empadronados 10 habitantes, todos ellos en el núcleo de población de ese nombre.